# Supercoppa del Belgio 1988
La Supercoppa del Belgio 1988 (in francese Supercoupe de Belgique, in fiammingo Belgische Supercup) è stata la 10ª edizione della Supercoppa del Belgio di calcio.
La partita fu disputata dal Club Bruges, vincitore del campionato, e dal Anderlecht, vincitore della coppa.
L'incontro si giocò l'11 agosto 1988 allo Stadio Jan Breydel di Bruges e vinse il Club Bruges, al suo terzo titolo.

## Tabellino
| Bruges 11 agosto 1988, ore 20:00             | Club Bruges | 1 – 0 referto | Anderlecht | Stadio Jan Breydel |
| \| \| \| \| \| Degryse 8’ \| Marcatori \| \| |             |               |            |                    |
|                                              |             |               |            |                    |
| Degryse 8’                                   | Marcatori   |               |            |                    |